# 香港道教聯合會
香港道教聯合會於1961年6月成立，為香港六大宗教團體之一。1967年，政府批准本會註冊為有限責任法團（擔保有限公司），並特准免用「有限公司」字樣。當時，臨時會址曾設在圓玄學院。

## 香港道教聯合會會屬學校名單

### 資助中學
- 香港道教聯合會圓玄學院第一中學
- 香港道教聯合會鄧顯紀念中學
- 香港道教聯合會青松中學
- 香港道教聯合會圓玄學院第二中學
- 香港道教聯合會圓玄學院第三中學

### 資助小學
- 香港道教聯合會圓玄學院石圍角小學
- 香港道教聯合會雲泉學校
- 香港道教聯合會雲泉吳禮和紀念學校
- 香港道教聯合會純陽小學
- 香港道教聯合會圓玄學院陳呂重德紀念學校

### 直資小學
- 保良局香港道教聯合會圓玄小學

### 幼稚園
- 香港道教聯合會圓玄幼稚園（石圍角）
- 香港道教聯合會圓玄幼稚園（富善邨）
- 香港道教聯合會圓玄幼稚園（平田邨）
- 香港道教聯合會圓玄幼稚園（東頭邨）
- 香港道教聯合會圓玄幼稚園（天逸邨）
- 香港道教聯合會蓬瀛通善皇后山幼稚園

## 外部連結
- 香港道教聯合會網站 （页面存档备份，存于）